# Otto Kneip
Otto Kneip (* 11. August 1892 in Kreuznach, Rheinprovinz; † 8. Oktober 1941 im KZ Groß-Rosen, Groß-Rosen, Landkreis Schweidnitz, Provinz Niederschlesien) war ein deutscher Maler, Grafiker, Turner und Schullehrer.

## Leben
Kneip war jüdischer Herkunft, lehnte für sich eine jüdische Identität jedoch ab. In der Hoffnung, dass sich daran etwas ändern würde, schickten ihn seine Eltern in seiner Jugend zu jüdisch-orthodoxen Verwandten in die Vereinigten Staaten. Mit diesen überwarf er sich und kehrte nach Deutschland zurück. In den Jahren 1912 bis 1914 besuchte er die Kunstgewerbeschule Kassel. Mit Erreichen der Volljährigkeit trat er aus seiner Synagogengemeinde aus. 1914 ließ er sich in der Kasseler Brüderkirche evangelisch taufen. Als der Erste Weltkrieg ausbrach, meldete er sich freiwillig zum Militär. Unter anderem kämpfte er bei Langemarck. Nachdem er als ein mit dem Eisernen Kreuz erster und zweiter Klasse dekorierter Soldat aus dem Krieg zurückgekehrt war, absolvierte er 1918/1919 ein Referendariat am Realgymnasium Kassel und setzte bis 1921 sein Studium an der Kunstgewerbeschule Kassel, wo er seine Ehefrau Wilhelmine kennenlernte, fort. Das Paar bekam eine Tochter. In den Jahren von 1919 bis 1926 arbeitete er als Kunst- und Sportlehrer am Friedrichsgymnasium Kassel und an einer höheren Schule in Herne. 1922 legte er eine Prüfung als Turnlehrer ab. 1924/1925 besuchte er die Kunstakademie Düsseldorf, wo er am staatlichen Zeichenlehrerseminar die kunstpädagogische Befähigung zum Studienrat erwarb. Am 1. Juli 1926 wurde er als Studienrat für Kunst und Sport in den höheren Schuldienst der Stadt Düsseldorf berufen.
Als nationalkonservativer Deutscher wurde Kneip Mitglied des Stahlhelms, des Kyffhäuserbunds und der Deutschnationalen Volkspartei. Auch begrüßte er den aufkommenden Nationalsozialismus.
Kneip praktizierte neben dem Turnen, das er als Leistungssport ausübte, als weitere Sportarten Fußball, Eislauf und Hockey. Außerdem war er als Rettungsschwimmer in der DLRG aktiv. In den 1930er Jahren engagierte er sich zudem als Wehrsportlehrer. Noch bis 1935 bildete er als Leutnant der Reserve Reservisten aus. Obwohl er sich als Turner für die Olympischen Sommerspiele 1936 qualifiziert hatte, untersagten ihm die Nürnberger Rassegesetze eine Teilnahme aufgrund seiner jüdischen Herkunft.
Nachdem man ihn als „Volljuden“ aufgrund des Ende 1935 fortgefallenen Frontkämpferprivilegs zum 1. Januar 1936 mit geringen Pensionsbezügen in den vorzeitigen Ruhestand versetzt hatte, gerieten er und seine Familie bald in finanzielle Schwierigkeiten, jedoch konnte er sie mit dem Verkauf von eigenen Bildern und Kleinskulpturen sowie selbstgefertigten Möbeln noch über Wasser halten. Aufträge hierzu hatte ihm Helmut Klingbeil verschafft, seit 1937 Pfarrer der Matthäikirche in Düsseldorf-Düsseltal. Die Tochter, nunmehr „Mischling ersten Grades“, wurde zur Verbergung ihrer Abstammung auf einer Internatsschule in Bad Godesberg angemeldet.
Angesichts der Verfolgung, der er ausgesetzt war, fasste er schließlich eine Ausreise in die Vereinigten Staaten ins Auge, scheiterte jedoch anfangs an der Quote. Nachdem ihm durch Vermittlung eines Bekannten eine Arbeitsstelle in den Vereinigten Staaten mit einem Pfarrer als Bürgen angeboten worden war, stufte das zuständige Wehrbezirkskommando ihn in dem erforderlichen Genehmigungsverfahren wegen seiner früheren militärischen Funktionen als Geheimnisträger ein, so dass ihm eine Ausreise versperrt war. Als er zur Zwangsarbeit verpflichtet wurde und er wegen Krankheit um Aufschub gebeten hatte, legten die Behörden dies als Arbeitsverweigerung aus. Bei einer daraufhin durchgeführten Hausdurchsuchung beschlagnahmten die Einsatzkräfte Privatbriefe, in denen sich auch eine regimekritische Passage fand: „Wir werden von infernalen Kräften regiert, und alle, die mitlaufen, machen sich mitschuldig“. Am 12. Mai 1941 wurde er verhaftet und für eine dreimonatige Untersuchungshaft in das Gefängnis Düsseldorf gebracht. Anschließend war er im KZ Sachsenhausen interniert, dann wurde er in das KZ Groß-Rosen überstellt, wo er im Alter von 49 Jahren ermordet wurde. 
Bei einem Strafprozess im Jahr 1953, bei dem der ehemalige SS-Unterscharführer Hellmut Eschner (* 28. November 1907 in Arnstadt), zuletzt unter Lagerkommandant Johannes Hassebroek Rapportführer des KZ Groß-Rosen, vor dem Landgericht Würzburg stand, sagte ein überlebender Mithäftling aus, dass der Angeklagte den Häftling Kneip mit Tritten und Faustschlägen in Magen und Unterleib schwer misshandelt habe, weil dieser ihn nicht rechtzeitig gegrüßt habe. Laut Totenschein starb Kneip in der folgenden Nacht an einem „Abzeß“, nach Zeugenberichten ging sein Tod jedoch „auf das Konto des Angeklagten“.

## Künstlerisches Schaffen
Mit dem Gemälde Vorstadt von Barcelona nahm Kneip im Jahr 1930 an der „Juryfreien Kunstausstellung“ des Vereins zur Veranstaltung von Kunstausstellungen teil. Kneip schuf auch Postkarten und Logos für Sportvereine. Einige seiner Gemälde vermachten seine Nachkommen im Jahr 2004 dem Stadtmuseum Kassel.